# 迪斯特爾湖
53°19′42″N 14°16′56″E / 53.32833°N 14.28222°E
迪斯特爾湖（德語：Düsterer See），是德國的湖泊，位於該國東北部，由梅克倫堡-前波美拉尼亞州負責管轄，處於前波美拉尼亞-格賴夫斯瓦爾德縣附近，面積0.03平方公里，海拔高度27米，最大水深6米，湖岸線長度0.7公里。